# IK Tellus
IK Tellus, bildad 11 april 1921 som  Tellusborgs IF, är en idrottsförening i Tellusborg i Stockholm i Sverige. Klubbnamnet ändrades till IK Tellus efter ett sammanträde på Dövas Café den 11 april 1923. Klubben har genom historien bedrivit många idrotter och har per 2022 sektioner för bandy och handboll, med upptagningsområde i Midsommarkransen och Aspudden.

## Bandy
Se vidare, IK Tellus Bandy
Klubben har ett herrlag i bandy som spelade i Allsvenskan från säsongen 2011/2012 till och med 2015/2016. När IFK Kungälv nekats elitlicens fick Tellus istället den platsen i Elitserien säsongen 2016/2017. Laget åkte ur Elitserien efter säsongen 2018/2019, vann Allsvenskan 2019/2020 och spelade åter i Elitserien 2020/2021–2021/2022. Säsongen 2022/2023 återfinns laget i Allsvenskan.

## Handboll
Klubben har en handbollssektion där två damlag är aktiva. Damernas representationslag spelade i Sveriges högsta serie säsongen 1965/1966. Säsongen 2022/2023 återfinns laget i division IV.

## Vilande eller nedlagda sektioner
Tellus har haft sektioner för basket, boxning, fotboll, friidrott, gymnastik, ishockey, schack och skytte. Dessa sektioner är antingen vilande, har nedlagts eller sammanslagits med andra föreningar.

### Fotboll
Klubben hade en sektion för fotboll som spelade fjorton säsonger i Sveriges tredje högsta division, motsvarande dagens division I. Laget spelade i division III 1940/1941-1943/1944, 1959-1965 och 1977. Laget återkom till trean 2007-2011 men sedan 2006 utgör serien blott den femte högsta divisionen. Tellus hade även ett damlag i seriespel 1969-1991.
Efter säsongen 2011 slogs fotbollssektionen ihop med division 6-klubben IFK Aspudden i IFK Aspudden-Tellus. Såväl Aspudden-Tellus damlag som herrlag spelade 2022 i division III.

### Ishockey
Klubben har även haft en ishockeysektion, med hemmaplan på Vårbergs IP. Som högst spelade man uppe i Division III med A-lagstruppen under 1960-talet. Man hade även ett ungdomslag. I mitten av 1970-talet togs ungdomsverksamheten inom ishockeyupp på nytt med ett antal pojklag. 1984 var de äldsta ungdomsspelarna juniorer, och ett seniorlag startades i en hopslagning med Solberga BK:s seniorer. Laget spelade säsongen 1984/1985 under namnet Solberga/Tellus HC, för att få behålla Solberga BK:s plats i serien. Säsongen 1985/1986 hette man återigen IK Tellus. A-laget spelade de flesta säsongerna i Division 4, men var även nere i division 5. Dock avslutades 1990-talet med 3 säsonger i Division 3 men lades 1999 ned på grund av tunt spelarunderlag. När sektionen var som störst omkring 1990 fanns det A-lag, B-lag, juniorer samt sju stycken pojklag och därtill en ishockeyskola.

## Damsektion
Den 1 september 1932 bildades klubbens damsektion. Damlaget i handboll spelade i Allsvenskan säsongen 1965–1966. Man hade även damlag i fotboll, samt en friidrottssektion där Solveig Lindstedt tog en svensk mästerskapstitel i diskuskastning för damer.